# Heeding the Call
Heeding the Call is de tweede single van de Zweedse powermetalband HammerFall. Het werd op 3 augustus 1998 uitgebracht. De single bevat enkele bonusnummers van het album Legacy of Kings die alleen zijn uitgebracht op bepaalde uitgaven van dat album. Het bevat ook drie nummers die live zijn opgenomen.

## Lijst van nummers
| 1.                 | Heeding the Call                 | Dronjak, Cans, Jesper Strömblad                                                      | 4:24 |
| 2.                 | Eternal Dark (cover van Picture) | Pete Lovell, Chriz van Jaarsveld, Rinus Vreugdenhil, Henry van Manen, Laurens Bakker | 3:10 |
| 3.                 | The Metal Age (live)             | Dronjak, Cans, Strömblad                                                             | 4:25 |
| 4.                 | Steel Meets Steel (live)         | Dronjak                                                                              | 4:34 |
| 5.                 | Stone Cold (live)                | Dronjak, Cans, Strömblad                                                             | 7:00 |
| Totale duur: 23:33 |                                  |                                                                                      |      |

## Bezetting
| Naam           | Functie                       |
| -------------- | ----------------------------- |
| Joacim Cans    | leadzanger, achtergrondzanger |
| Oscar Dronjak  | gitarist, achtergrondzanger   |
| Stefan Elmgren | leadgitarist                  |
| Magnus Rosén   | basgitarist                   |
| Patrik Räfling | drummer                       |

## Muziekvideo
- "Heeding the Call" - video live opgenomen

## Hitnoteringen[1]
Duitsland #48